# Rei Momo
Rei Momo — дебютний сольний альбом Девіда Бірна і другий загальний студійний альбом (після спільного альбому 1981 року My Life in the Bush of Ghosts), випущений 3 жовтня 1989 року. Альбом складається з різноманітних латиноамериканських музичних стилів з Куби (румба, мозамбік, мамбо, чачача, болеро), Домініканської Республіки (меренге), Пуерто-Ріко (бомба), Колумбії (кумбія, мапеє) та Бразилії (самба, пагода). Альбом здебільшого виконується англійською мовою, і в ньому беруть участь, серед інших, Кірсті Макколл, Віллі Колон та Селіа Круз.

## Реліз і промо
Альбом був спільно випущений лейблами Luaka Bop та Sire 3 жовтня 1989 року. Спочатку альбом включав на три треки більше на касеті, ніж на платівці: «Loco de Amor», «Good and Evil» та «Office Cowboy». Всі пісні присутні на компакт-диску. Девід Бірн виконав «Dirty Old Town» і «Loco de Amor» на шоу Saturday Night Live на День Подяки у 1989 році.

## Відгуки критиків
Альбом був добре прийнятий критиками. У ретроспективній рецензії для The Guardian Алексіс Петрідіс написав: «Перший сольний альбом Бірна після Talking Heads — це вищий рівень і недооцінена радість».

## Track listing
Всі треки написані Девідом Бірном, окрім зазначених.
| #   | Назва                                                        | Автор               | Тривалість |
| --- | ------------------------------------------------------------ | ------------------- | ---------- |
| 1.  | «Independence Day» (feat. Kirsty MacColl)                    |                     | 5:45       |
| 2.  | «Make Believe Mambo» (feat. Kirsty MacColl & Willie Colón)   |                     | 5:23       |
| 3.  | «The Call of the Wild»                                       | Бірн, Джонні Пачеко | 4:55       |
| 4.  | «Dirty Old Town»                                             |                     | 4:12       |
| 5.  | «The Rose Tattoo»                                            | Бірн, Віллі Колон   | 3:50       |
| 6.  | «Loco de Amor» (feat. Celia Cruz)                            | Бірн, Пачеко        | 3:51       |
| 7.  | «The Dream Police» (feat. Kirsty MacColl)                    |                     | 3:00       |
| 8.  | «Don't Want to Be Part of Your World» (feat. Kirsty MacColl) |                     | 4:55       |
| 9.  | «Marching Through the Wilderness» (feat. Milton Cardona)     | Бірн, Пачеко        | 4:30       |
| 10. | «Good and Evil»                                              |                     | 4:35       |
| 11. | «Lie to Me» (feat. Kirsty MacColl)                           |                     | 3:40       |
| 12. | «Office Cowboy» (feat. Herbert Vianna)                       | Бірн, Арто Ліндсі   | 3:40       |
| 13. | «Women vs Men»                                               |                     | 4:06       |
| 14. | «Carnival Eyes» (feat. Milton Cardona)                       |                     | 4:04       |
| 15. | «I Know Sometimes a Man Is Wrong»                            |                     | 3:11       |